# Sławomir Banaszak
Sławomir Banaszak – polski socjolog, dr hab. nauk humanistycznych, profesor uczelni i kierownik Zakładu Metodologii Nauk o Edukacji Wydziału Studiów Edukacyjnych Uniwersytetu im. Adama Mickiewicza w Poznaniu.

## Życiorys
W 1998 r. ukończył studia socjologiczne na Uniwersytecie im. Adama Mickiewicza, w 2003 r. obronił pracę doktorską pt. Menedżerowie polscy w świetle empirycznych badań socjologicznych i ekonomicznych, przygotowaną pod kierunkiem prof. Stanisława Kozyr-Kowalskiego. W 2012 r. habilitował się na podstawie pracy zatytułowanej Edukacja menedżerska w społeczeństwie współczesnym. Studium teoretyczno-empiryczne. Poza pracą na UAM był też adiunktem w Instytucie Socjologii Wyższej Szkole Komunikacji i Zarządzania w Poznaniu.
Jest członkiem Polskiego Towarzystwa Socjologicznego, Polskiego Towarzystwa Ekonomicznego i Komitetu Nauk Pedagogicznych PAN. Należy do Rady Dyscypliny Naukowej – Pedagogiki Uniwersytetu im. Adama Mickiewicza w Poznaniu.